# Giocattoli (singolo)
Giocattoli è un singolo del rapper italiano Rancore, pubblicato il 28 gennaio 2019 come terzo estratto dal secondo album in studio Musica per bambini.

## Descrizione
Il brano affronta le fasi di crescita di una ragazza, come spiegato dal rapper stesso:

## Video musicale
Il video, diretto da Alen Galante e Daniele Cernicchi, è stato pubblicato il 25 gennaio 2019 attraverso il canale YouTube del rapper.